# 日和佐町立山河内小学校
日和佐町立山河内小学校（ひわさちょうりつ やまがわちしょうがっこう）は、徳島県海部郡美波町（閉校当時は、日和佐町）にあった公立小学校。
生徒数の減少などの理由で1992年3月31日をもって閉校し、同年4月1日に日和佐町立日和佐小学校（現美波町立日和佐小学校に統合された。。

## 基礎データ
全校生徒数
- 約？人（1991年当時）

全卒業生数　
- ？人

最寄駅
- 四国旅客鉄道牟岐線山河内駅

## 沿革
- 1879年（明治12年） - 山河内全域を学区とし、山河内村字なかに山河内小学校を創立する。
- 1889年（明治22年）10月1日 - 町村合併のため山河内村から赤河内村に改名し赤河内村山河内小学校となる。
- 1956年（昭和31年）9月30日 - 町村合併のため赤河内村から日和佐町に改名し日和佐町立山河内小学校となる。
- 1992年（平成4年）3月31日 - 閉校され、日和佐町立日和佐小学校（現美波町立日和佐小学校）に統合。[1]

## 関連学校
- 美波町立日和佐小学校（閉校当時は、日和佐町立日和佐小学校）
- 美波町立日和佐中学校（閉校当時は、日和佐町立日和佐中学校）